# Hulme (Grande Manchester)

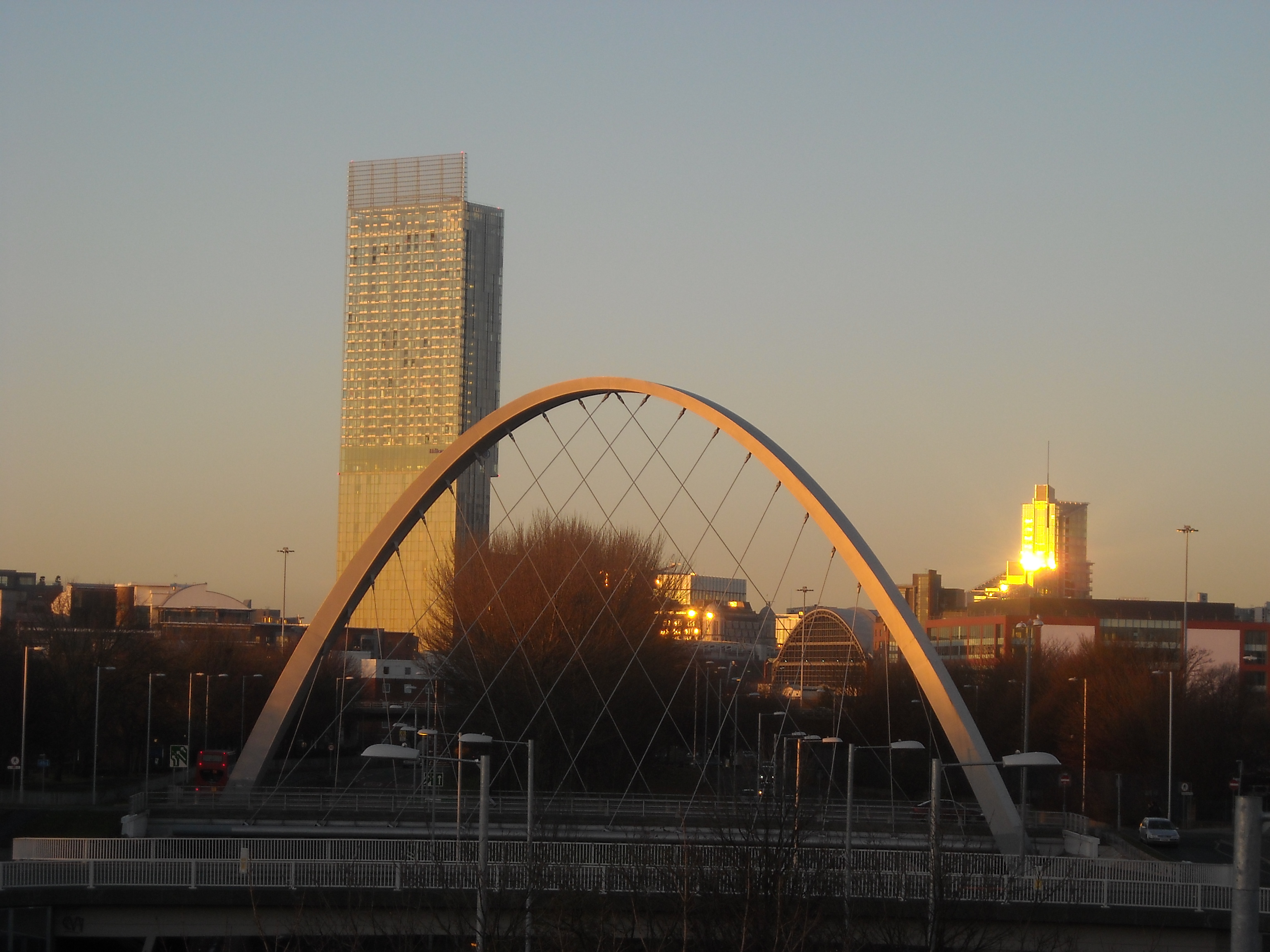
L'Hulme Arch Bridge al tramonto

Hulme è un quartiere e una suddivisione elettorale di 16 907 abitanti (2001) della città britannica di Manchester.
Storicamente parte del Lancashire, sorge a sud del centro cittadino, in una zona che assunse grande rilevanza all'epoca della rivoluzione industriale. Con l'apertura di vari cotonifici, Hulme conobbe, dagli inizi del XX secolo, un rapido sviluppo demografico e accolse molti immigrati irlandesi. La zona di Hulme più vicina all'Old Trafford è nota come Cornbrook, che prende il nome dal Corn Brook, affluente del fiume Irwell. Hulme è attraversata dal canale Bridgewater. A est dell'area sorge Chorlton-on-Medlock, a sud si trova Moss Side e a ovest Old Trafford.

## Toponomastica
Il toponimo deriva dal norreno holmr o holmi, attraverso l'antico danese hulm o hulme, con il significato di isolotto o terra circondata da correnti, pantani o paludi, con riferimento all'epoca in cui il sito fu invaso dai norreni.